# 基督坐在经师中间 (委罗内塞)
《基督坐在经师中间》是保罗·委罗内塞的一幅布面油画，现藏于马德里普拉多博物馆。这幅画的绘制年代一直是争论的主题，一说为1548年，但戴安娜·吉索尔菲·佩丘卡斯认为创作日期最早不早于1556年。因为画中的建筑风格属于帕拉迪奥式，这一年才出现在（维特鲁威）的专著《建筑十书》的一个版本中。
这幅画对光线处理和色彩和谐的关注，符合威尼斯画派的典型特征。人物身穿圣墓骑士团的黑色长袍，手持朝圣杖，表明这幅画可能是订制作品，提醒人们去耶路撒冷朝圣。